# 黃今淑
黃今淑（1936年—1997年），北韓政治人物，是一个集體農场的管理委員長和最高人民會議代議員，她曾被首任國家最高領導人金日成讚賞為「能力出眾的管理委員長」，也是人民心目中「千里馬運動」中的勞動典範。後來，隨著在1994年至1998年間的全國饑荒爆發，時任最高領導人金正日需找出代罪羔羊來轉移民眾視線。為此，他發起「深化組事件」，並聲稱要清洗國內的間諜 。黃今淑因而被捲入其中。1997年，她被指「竊取國家財產罪」而與農業委員會委員長徐寬熙一同在平壤被公開處決。死後，平壤政府一直稱黃今淑為復辟地主階級的代表人物。

## 資料來源
1. 1 2  .   [2013-12-15]. （原始内容存档于2013-12-15）.
2. 1 2  "血淋淋的真相：“深化组事件”" 《Daily NK》 2010 1 8